# آبا حوشي
آبا حوشي (بالعبرية: אבא חושי) (1898 - 24 مارس 1969) هو سياسي إسرائيلي كان رئيس بلدية حيفا لمدة 18 سنة بين سنتي (1951 - 1969).